# Carduus tenuiflorus
Carduus tenuiflorus, también conocido popularmente como cardo de flor esbelta, cardo de oveja, cardo de orilla, cardo esbelto,  es una especie de cardo.
Es nativo de Europa y África del Norte, aunque ha logrado extenderse a otros continentes, donde es considerada una maleza.

## Distribución
Carduus tenuiflorus es nativo de África Del norte occidental en: Argelia del norte; Marruecos; y Túnez, y gran parte de Europa en: Bélgica; Francia, incluyendo Córcega; Irlanda; Italia, incluyendo Cerdeña y Sicilia; el Países Bajos; Portugal, España, incluyendo las Baleares; y el Reino Unido.

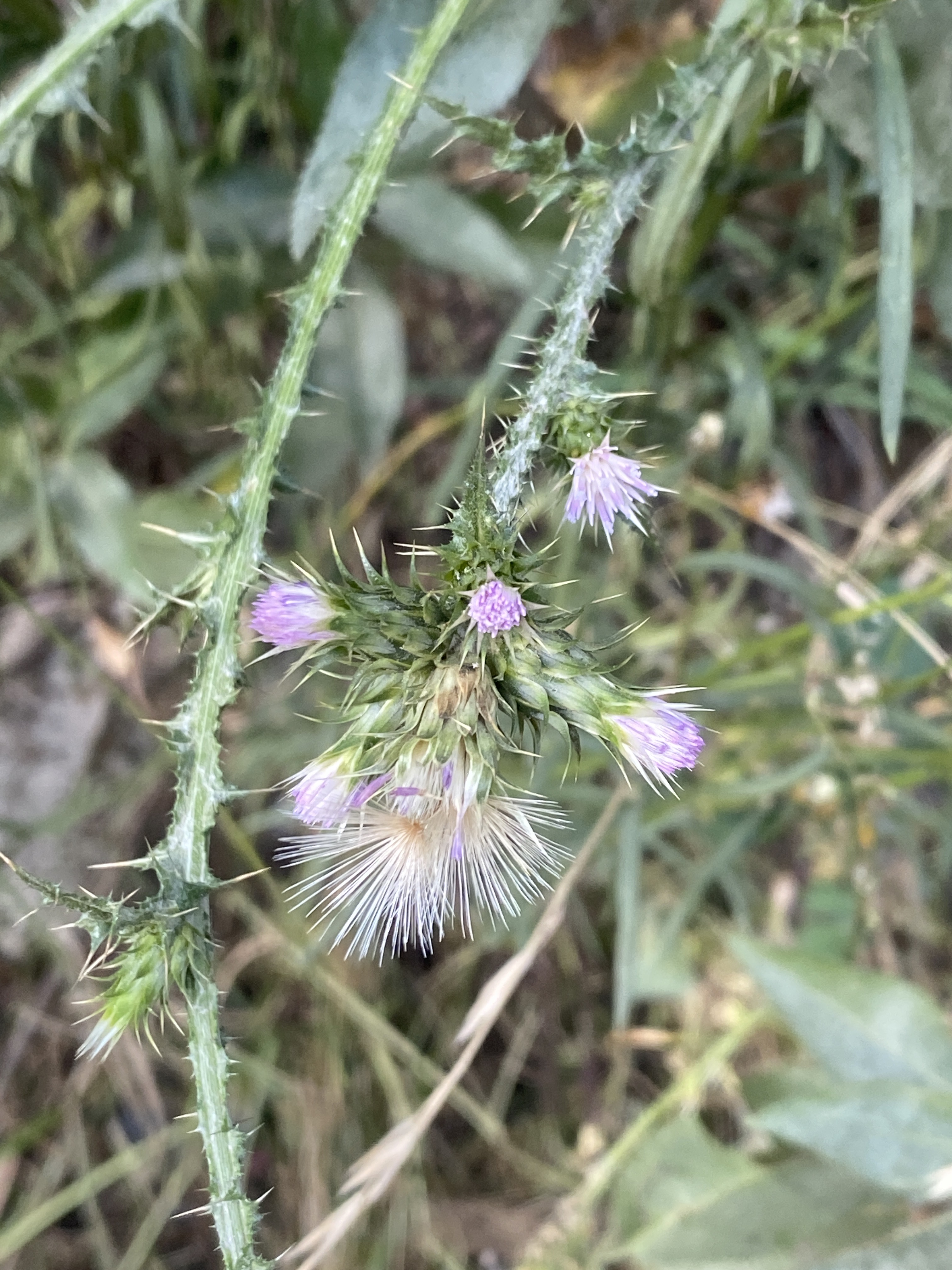
Cardo en La Paz, Bolivia.

## Descripción
Carduus tenuiflorus puede superar 2 metros (6.6 ft) de altura. Su tallo es erecto con hojas alternas está cubierto por espinas que llegan a medir varios centímetros de longitud. Las hojas son de un color verde oscuro y son capaces de plegarse.
Las inflorescencias pueden contener hasta 20 flores redondeadas, cubiertas en su base, con cálices espinosos, y con flores liguladas de un color rosa pálido a púrpura . Es una maleza habitual en márgenes de caminos, campos de cultivo y áreas antrópicas.

## Especie introducida
Se ha naturalizado en Macaronesia, Sudáfrica, India, Australasia, Sur de América Del sur, regiones de los Estados Unidos, y otros lugares. Está catalogado como especie invasora en California.